# 強制加入団体
強制加入団体（きょうせいかにゅうだんたい）とは、法的に資格者がその資格を用いて日本国内で仕事をする際に加入が義務付けられている組織である（職能団体）。非強制加入団体とは法的扱いが、年会所属費用については団体ごとに異なる。

## 概要
日本弁護士連合会などのように加入が法律で義務付けられている団体や、霞会館のように強制加入が慣習となっている公益法人、特別民間法人がある。
明治憲法下では、医師会、歯科医師会、獣医師会、薬剤師会、弁護士会、弁理士会、税務代理士会等、かなり多くの公共的専門職能団体の強制加入制がとられていた。そのため、行政法の教科書、美濃部達吉『日本行政法・上』(1941)633頁以下、渡辺宗太郎『改訂日本行政法・上』(1940)など、医事、衛生に関するものは公共組合の例にあげられていた。
強制加入制がとられたのは、その職業の公共性、倫理性が強いため、同業者間の自主的規律による職業倫理の維持、および国家による監督・取締まりと考えられたためとされている。
戦後になり、医師会・歯科医師会及び日本医療団の解散等に関する法律（昭和22法128）や税理士法（昭26法237）制定などがあり、弁護士会、公証人会、弁理士会を除いて、多くの組織の強制加入制は廃止された。1950年代後半より、各会の強い要求により、司法書士会、土地家屋調査士会、税理士会、行政書士会、水先人会、公認会計士協会と相次いで強制加入制がとられるようになった。建築士、不動産鑑定士などには、強制加入制はとられていない。

### 資格
加入、また資格停止や除名など懲戒処分や運営は、殆どの団体が自治のみによって行っており、議会による弾劾制度の対象外である。

### 情報公開
国家資格の管理など事実上の行政を行う機関であっても、日本政府による情報公開法の対象とならない日弁連のような法定機関も存在する。

## 政治活動への司法判断
最高裁は強制加入団体である税理士会による政治活動や政治献金を行うことについて「税理士会は、強制加入団体であって、その会員には、実質的には脱退の自由が保障されていない」として税理士法49条2項で定められた税理士会の目的の範囲外の行為であり、政治団体などへの寄付目的で会員から特別会費を徴収する旨の決議は無効との判決を出している（南九州税理士会事件）。一方で最高裁は強制加入団体である司法書士会による震災支援の寄付目的で会員から特別会費を徴収する旨の決議は有効との判決を出している（群馬司法書士会事件）。